# Evangelický kostel (Libčice nad Vltavou)
Evangelický kostel v Libčicích nad Vltavou je novorománský protestantský sakrální objekt, dokončený roku 1867. Od roku 2010 je památkově chráněn.

## Historie sboru
Původně patřili evangelíci z Libčic do sboru ve vzdálených Ledčicích. Kazatelská stanice reformovaného sboru helvétského vyznání byla v Libčicích zřízena v roce 1833 a od roku 1899 byl libčický sbor samostatný.
Po vzniku Československa v roce 1918 vstoupil sbor do Českobratrské církve evangelické. Dnes je tento sbor v Libčicích velmi aktivní s mnoha členy.

## Kostel
Od roku 1850 inicioval místní evangelický farář Jan Kašpar na přání farníků stavbu kostela. Základní kámen byl položen již v roce 1863 a mezi farníky byla vyhlášena sbírka na jeho stavbu. Již v roce 1864 byla stavba kvůli nedostatku financí zastavena a i v nedokončeném rozestavěném kostele se od roku 1865 konaly jednou měsíčně bohoslužby. Stavba byla dokončena v roce 1867 mj. díky zahraniční podpoře ze Spolku Gustava Adolfa.
Kostel byl posvěcen 22. října 1867. Jeho opravy probíhaly v letech 1903, 1906 a znovu v 60. letech 20. století.
V kostele se kromě evangelických bohoslužeb konají výstavy výtvarných děl a fotografií, koncerty duchovní nebo komorní hudby.

## Architektura a vnitřní vybavení kostela
Kostel je jednolodní stavba v novorománském slohu v centru města na mírně svažitém terénu. Hlavní vstup do kostela je v ulici 5. května, vedlejší vchod je situován na severozápadní straně kostela. Je to podlouhlá budova s půlválcovým závěrem a čtyřbokou věží v průčelí. Boční průčelí mají tři okenní osy, všechna okna zasazená do hlubokých profilovaných špalet mají půlkruhové záklenky. Okenní skla jsou členěna tabulkami. Půlkruhově zaklenutý portál v bohatě profilovaném kamenném ostění s velkým obdélným půlkruhem završeným oknem tvoří střední osu průčelí s rizalitem a věží. Vnitřní prostor má klenutou síň. Věže mají prolamovaná obdélná sklenutá okna krytá dřevěnými okenicemi. Sedlová střecha je pokryta měděným plechem.
Nad portálem hlavního vstupu je deska s reliéfem hlavy Mistra Jana Husa s dvěma nápisy. Na horním se píše HLEDEJ pravdy, SLYŠ pravdu, UČ SE pravdě, MILUJ pravdu, PRAV pravdu, DRŽ pravdu, BRAŇ pravdy AŽ DO SMRTI. Po levé straně reliéfu je jméno Mistr JAN HUS a letopočet 1415, vpravo vedle nápisu je kalich s letopočtem 1915. Na dolním okraji desky je nápis SVATÉ PAMĚTI OTCE ČESKÉ REFORMACE vděční evangelíci.
Interiér a vnitřní vybavení kostela je evangelicky jednoduché: kazatelna, oltářní stůl, varhany, lavice. Lavice byly přemístěny z toleranční modlitebny luterského sboru v Praze v Truhlářské ulic, kde byly užívány v letech 1784-1865.
Na stěně za oltářním stolem je biblický citát Já jsem světlo světa.

## Památková hodnota
Evangelický kostel v Libčicích je hodnotná historizující stavba s neorománskými prvky. Ochrana kostela je významná z hlediska architektonického, urbanistického i kulturně-historického vzhledem k významu aktivní evangelické komunity v Libčicích.
Kostel je v centru města nedaleko od katolického kostela sv. Bartoloměje a obě sakrální stavby tvoří architektonické dominanty města.

## Galerie

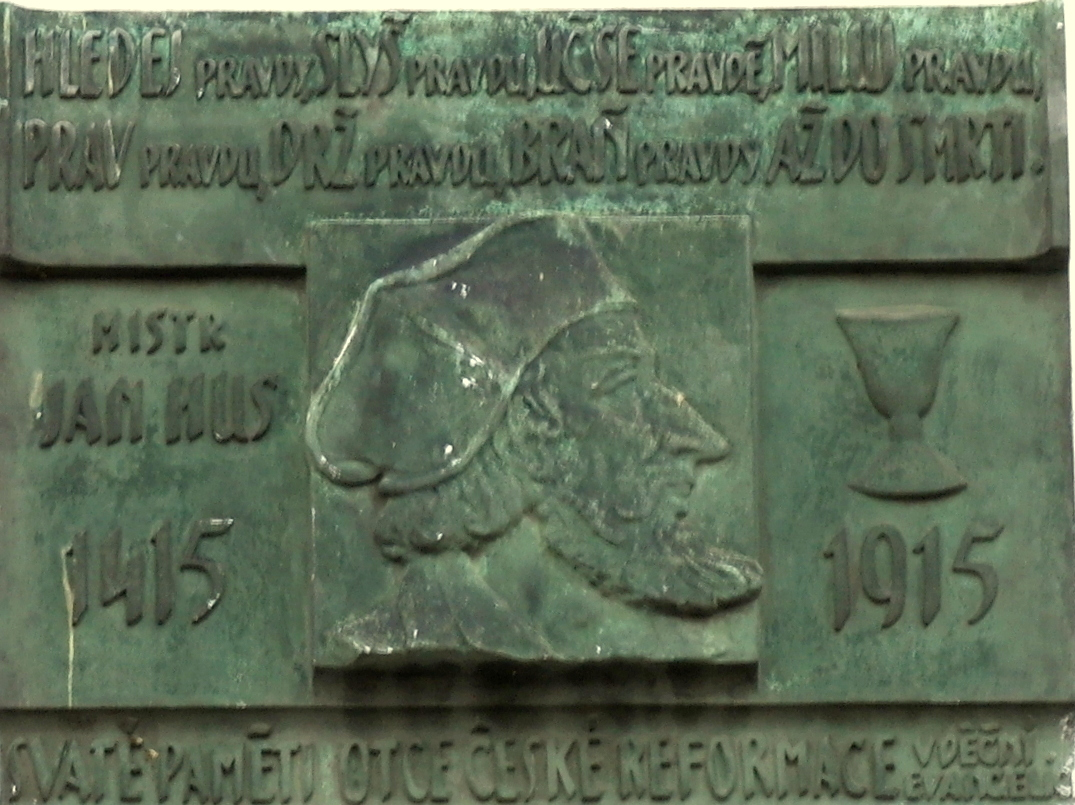
Pamětní deska nad vchodem do kostela
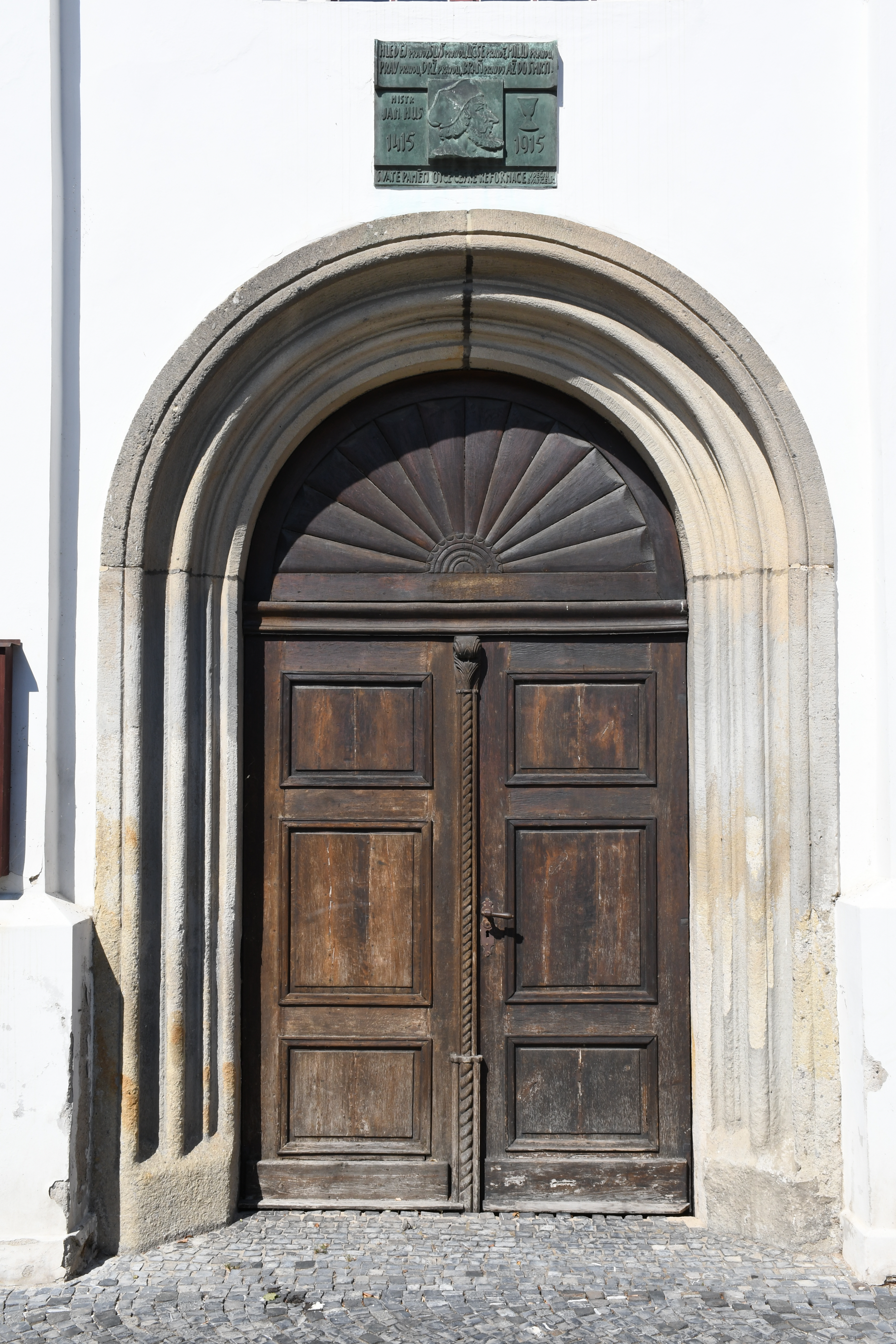
Vchod do kostela s pamětní deskou
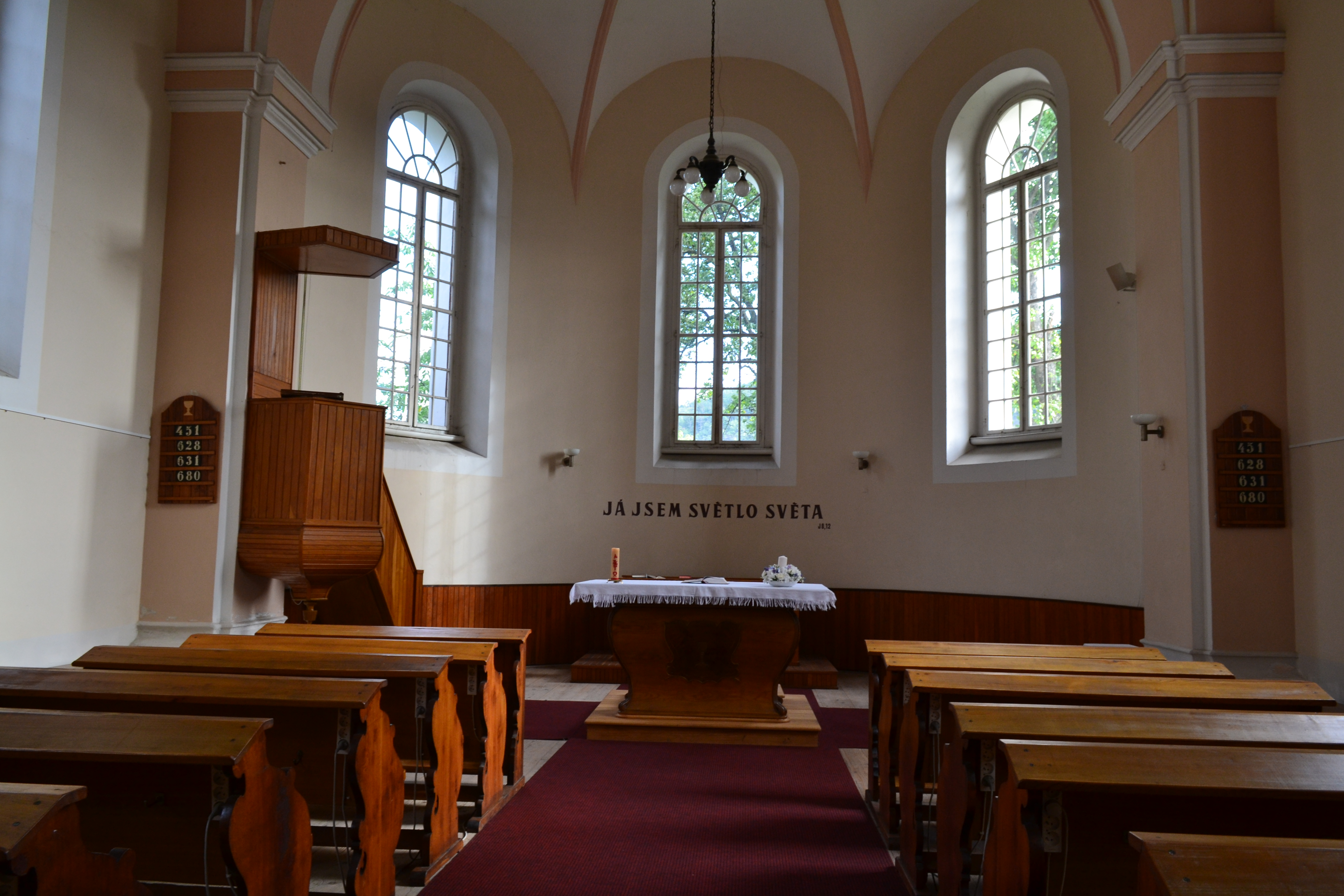
Interiér evangelického kostela
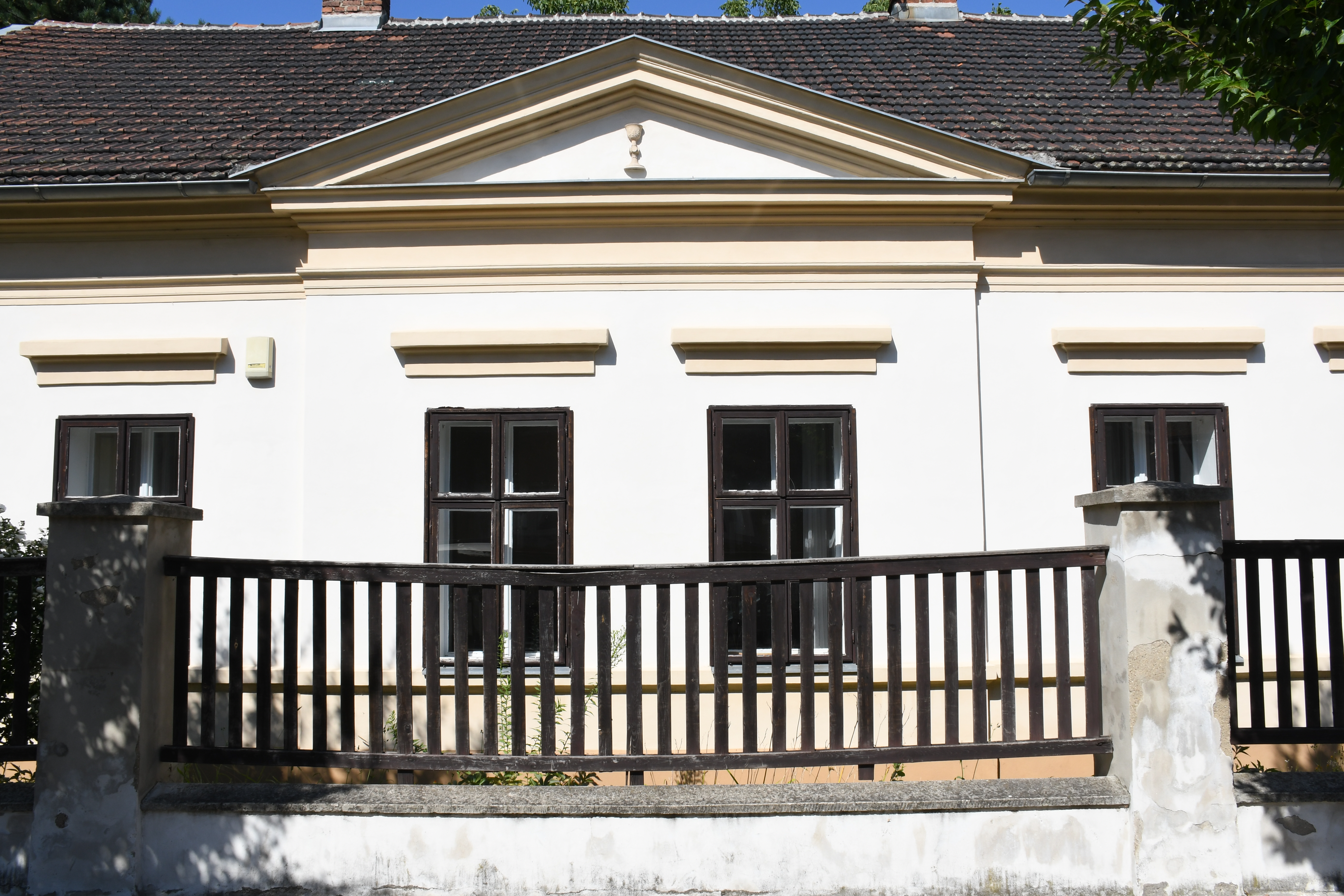
Evangelická fara v Libčicích nad Vltavou
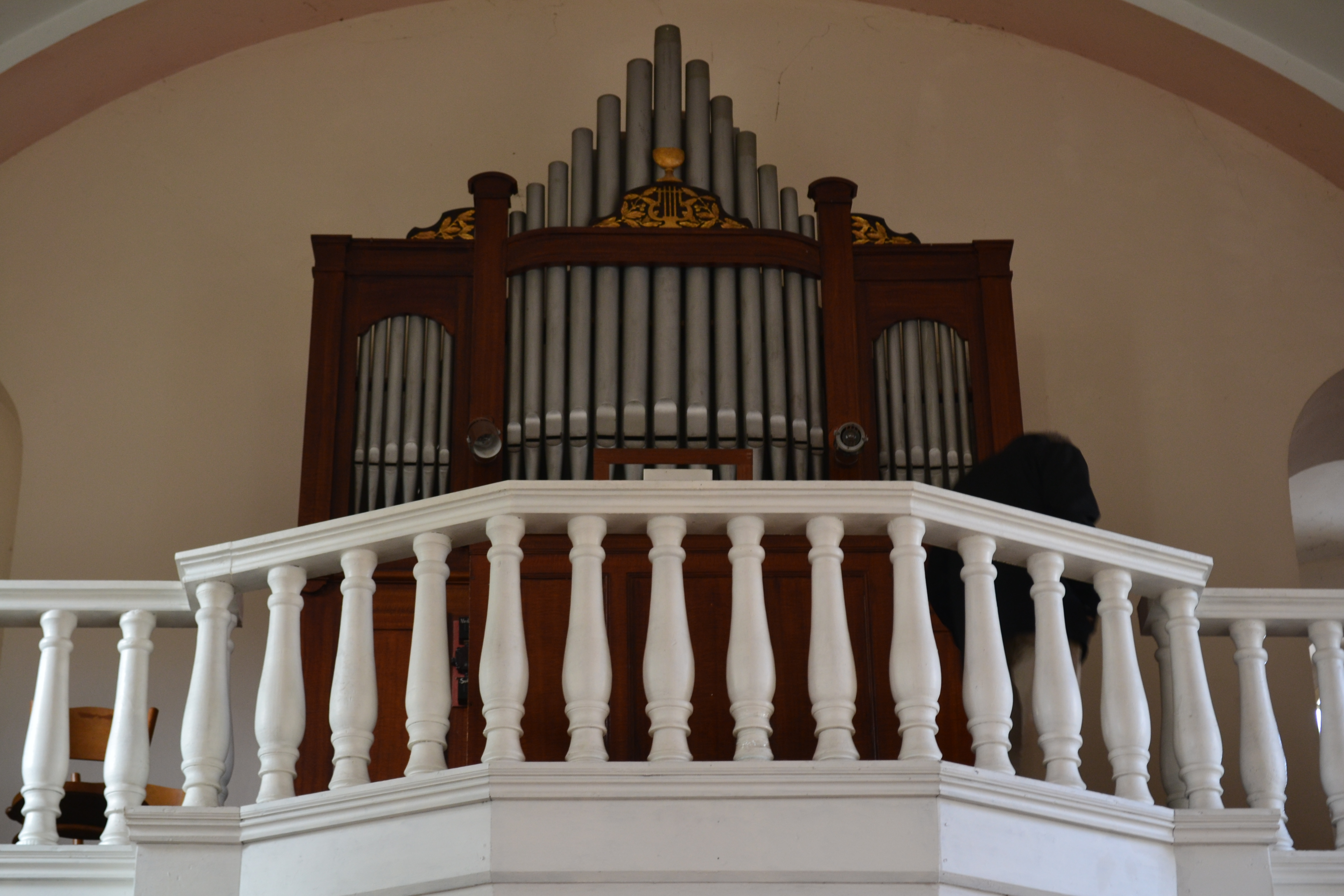
Varhany v kostele